# Nephrotoma laticrista
Nephrotoma laticrista är en tvåvingeart som beskrevs av Evgenyi Nikolayevich Savchenko 1966. Nephrotoma laticrista ingår i släktet Nephrotoma och familjen storharkrankar. Inga underarter finns listade i Catalogue of Life.